# Tapeni Letueti
Tapeni Letueti (ur. 25 lutego 1985) – tuwalski piłkarz grający na pozycji pomocnika.

## Kariera klubowa
Od 2007 roku, Letueti występuje w tuwalskim klubie Nauti FC, który od tamtego roku wygrywa lokalne imprezy na szczeblu krajowym (Puchar Niepodległości czy National Bank Tuvalu Cup). Zespół ten jest jednocześnie najbardziej utytułowanym klubem Tuvalu.

## Kariera reprezentacyjna
Podczas eliminacji do Mistrzostw Świata w 2010 roku, Letueti reprezentował Tuvalu tylko w przegranym spotkaniu przeciwko reprezentacji Wysp Cooka (1-4). W pozostałych spotkaniach turnieju, był on jedynie rezerwowym.